# Thepytus thyrea
Thepytus thyrea is een vlinder uit de familie van de Lycaenidae. De wetenschappelijke naam van de soort werd als Thecla thyrea in 1867 gepubliceerd door William Chapman Hewitson.